# هدف آسان (فیلم ۱۹۸۲)
هدف آسان (به انگلیسی: Turkey Shoot) یک فیلم اکشن و ویران‌شهر محصول سال ۱۹۸۲ سینمای استرالیا به کارگردانی برایان ترنچارد-اسمیت با بازی استیو ریلزبک، الیویا هاسی و مایکل کریگ است.

## بازسازی
فیلم هدف آسان (۲۰۱۴) با بازی دامینیک پرسل بازسازی این فیلم محسوب می‌شود.

## باکس آفیس
این فیلم در گیشه استرالیا ۳۲۱٫۰۰۰ دلار فروخت که معادل ۹۸۴٫۱۱۰ دلار در سال ۲۰۰۹ است.